# Piercing

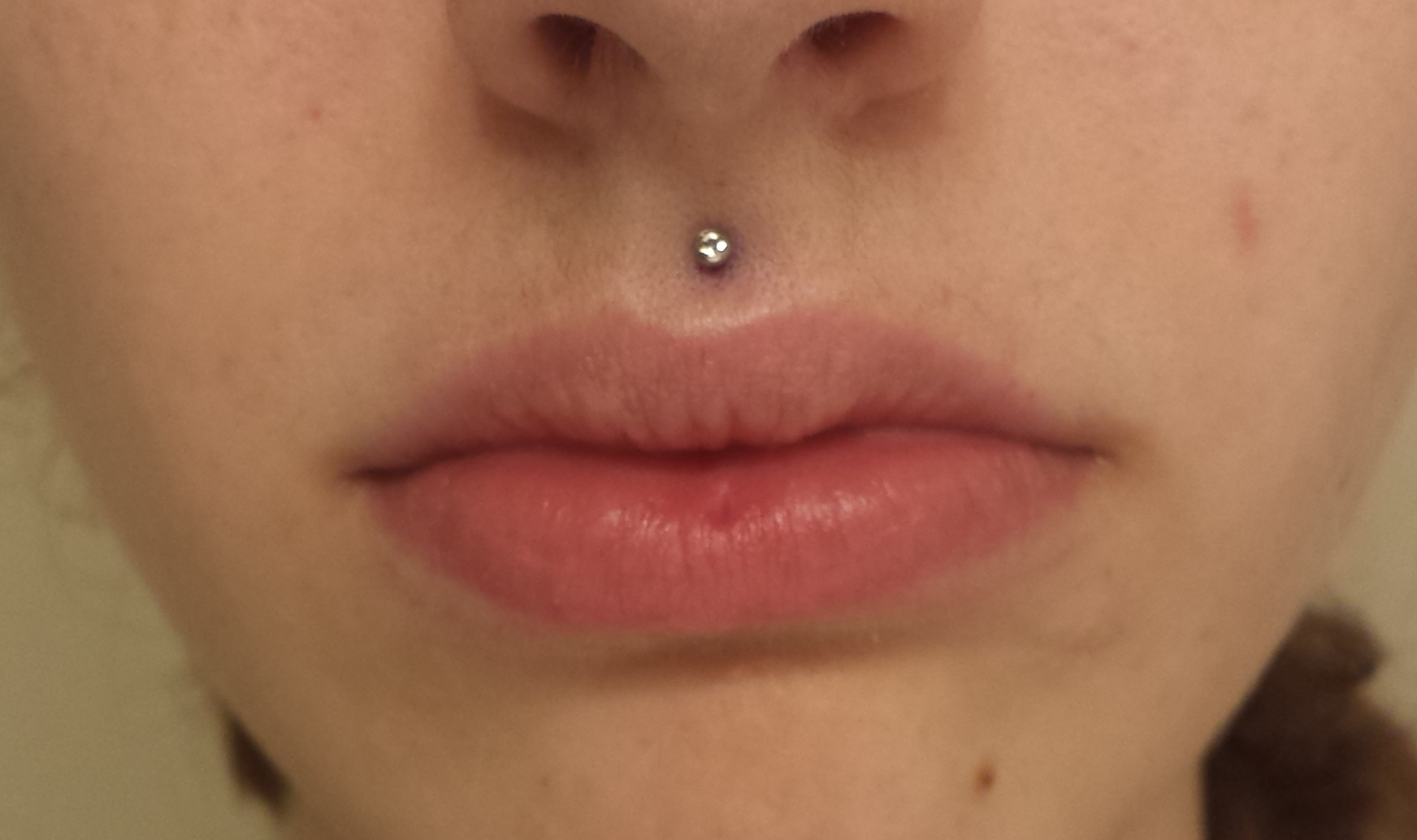
Piercing medusa

Pírcingue ou piercing é uma forma de modificar o corpo humano, normalmente furando-o a fim de introduzir peças de metal esterilizado.
O povo da Papua-Nova Guiné centram a sua decoração no nariz, as decorações corporais, servem para conferir ao indivíduo as virtudes do animal de que provém esses adornos. Os Kayapos, perfuram as orelhas dos recém-nascidos e o lábio inferior dos mais pequenos. O chefe Kayapo tem o direito de ostentar um adorno labial de quartzo nas cerimónias particulares, diferenciando-se dos seus congéneres.

## História

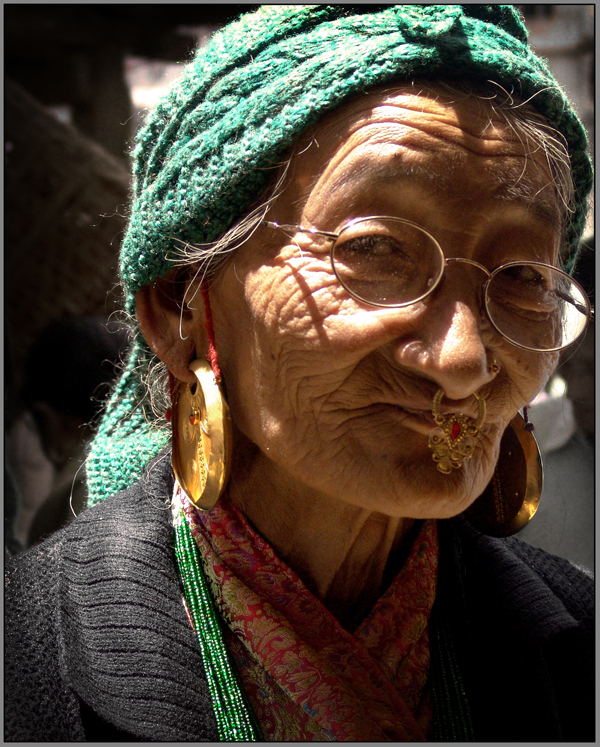
Piercing tradicional

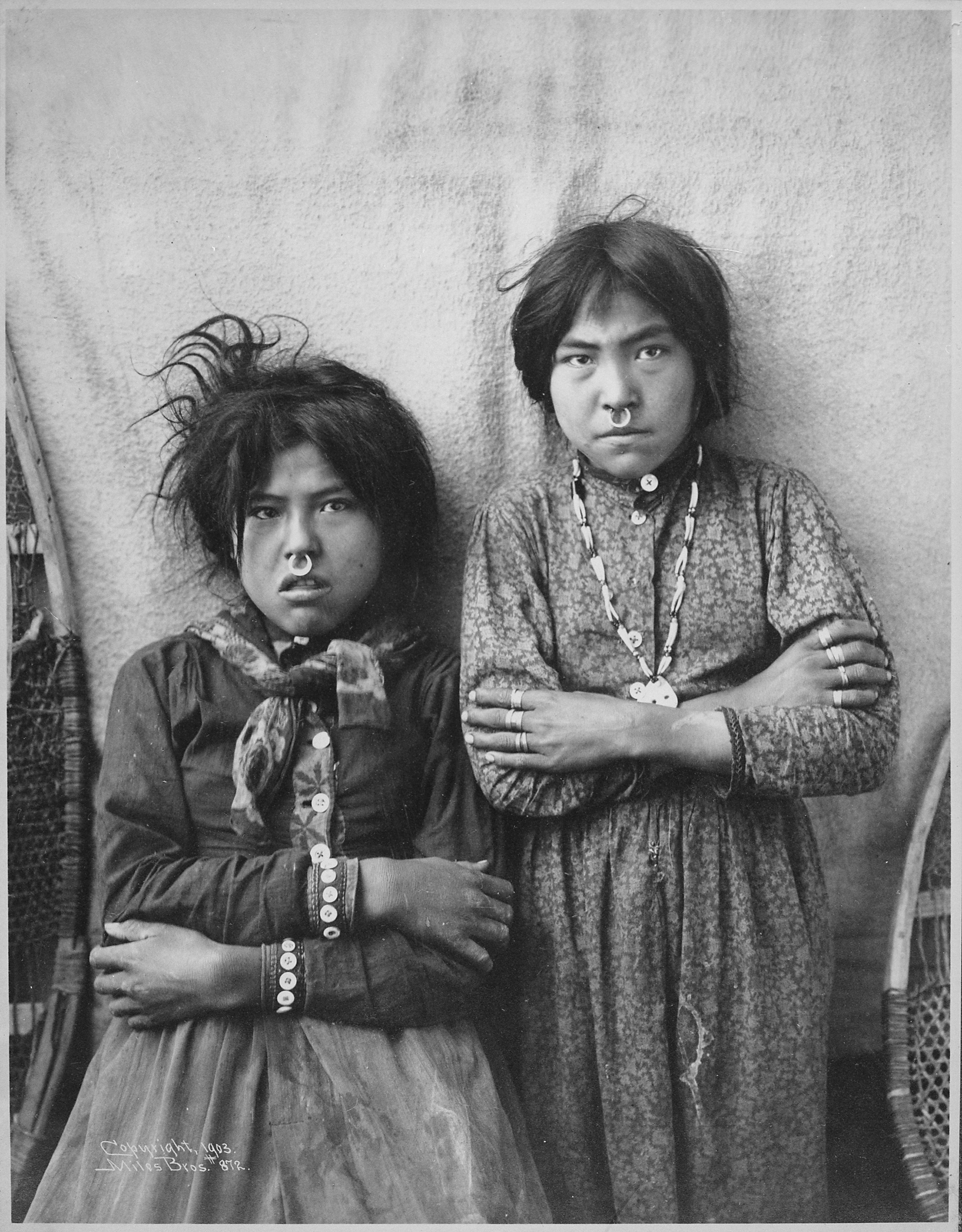
Duas jovens tlingites, do Alasca em 1903, utilizando piercings no septo nasal.

Para os esquimós do Alasca, o piercing do lábio e na língua significavam o momento da transição para o mundo adulto e significava que a criança tinha se tornado caçador. Na Índia é muito comum, sobretudo as mulheres, furarem o nariz, o septo nasal e as orelhas.
O piercing da ala do nariz é proveniente da Índia, onde se reservava às castas mais altas, já o septo nasal perfurado é originário da Nova-Guiné. Na época dos faraós, o piercing no umbigo era exclusivo da família real. Os antigos Maias praticavam a arte da perfuração, furando os lábios, o nariz e as orelhas.
Atualmente a mulher com mais piercings espalhados pelo corpo é uma brasileira. Os piercings na atualidade fazem sucesso entre os jovens e até os mais velhos.

## A joia
Existem diversos materiais para as joias. Apesar de normalmente se dizer que o mais indicado é o aço cirúrgico, tal não é verdade. O ideal será usar material como o titânio ou mesmo o teflon por serem menos reativos e assim produzirem uma menor resposta imunológica, que desencadearia uma alergia ou inflamação. Não é recomendável o uso de ouro, pois dependendo do sistema imunológico da pessoa, pode ocasionar alguma reação alérgica.

## Tempo de cicatrização do piercing
Tempo de cicatrização:
- Lábio - 2 a 6 semanas
- Língua - 4 a 6 semanas
- Bochecha - 2 a 3 meses
- Sobrancelha - 2 a 5 meses
- Tragus (orelha) - 2 a 12 meses
- Lóbulo da orelha - 1 a 3 meses
- Sobrancelha, Septo - 6 a 8 meses
- Cartilagem da orelha - 1 ano
- Aba do nariz - 2 meses a 1 ano
- Umbigo - 3 meses a 1 ano
- Mamilo - 4 meses a 1 ano

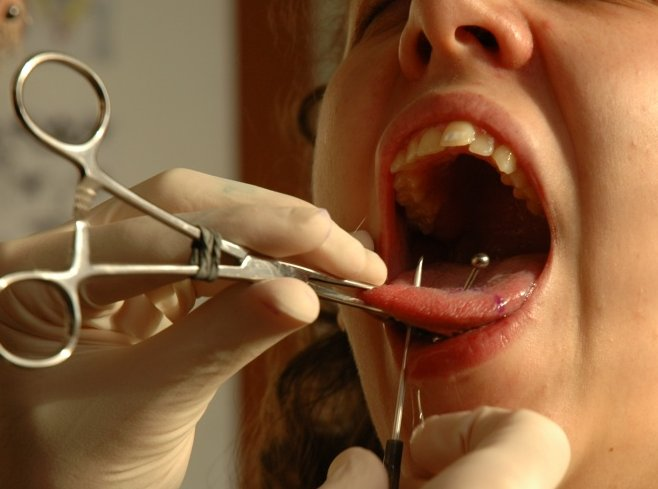
Perfuração para a colocação do Piercing

- Lábio interno, Clitóris - 4 a 8 semanas
- Lábio externo, Períneo - 2 a 6 meses
- Pênis - 8 semanas
- Nuca - 6 a 8 meses
- Cartilagem da Orelha e Nariz - 3 meses a 1 ano
- Braço/pulso- 1 a 2 meses

## Alargadores
Alargar no contexto de body-piercing é a expansão deliberada de uma qualquer cicatrizada fístula(furo na pele). Os lóbulos das orelhas são o local mais comum, assim como septos nasais, língua, cartilagens e lábio.
Qualquer furo pode ser alargado até um certo ponto, sendo a cartilagem o local mais difícil e doloroso para o fazer.
Alargar implica por vezes, quando há falta de experiência, cuidado e calma, o aparecimento de queloides e cicatrizes hipertróficas.
Os profissionais recomendam que se alargue apenas 2mm de cada vez após ter colocado o de tamanho mínimo (4mm) e ainda com no mínimo um mês de tempo desde a última vez.

## Imagens adicionais

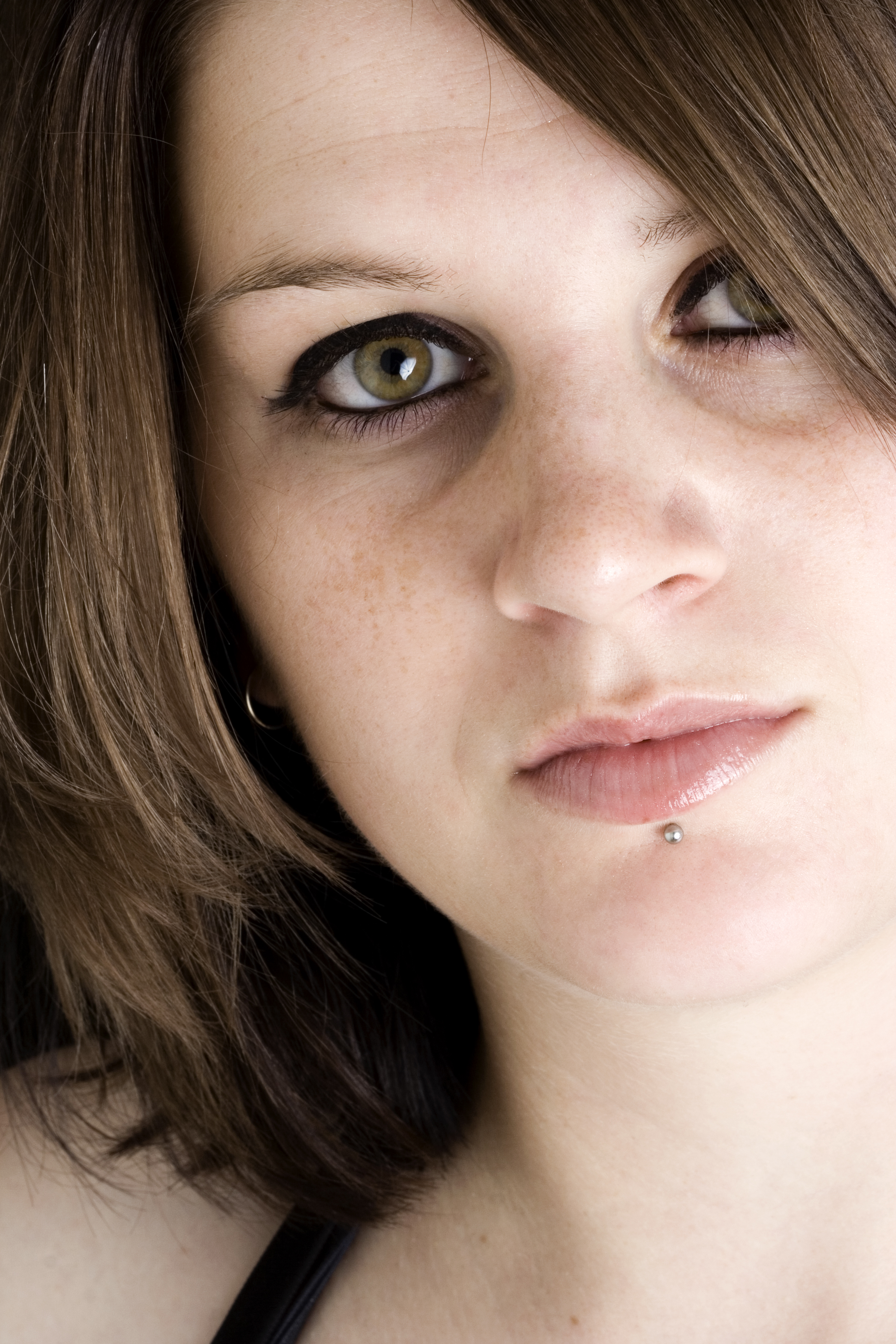
Piercing na lábio (Labret)
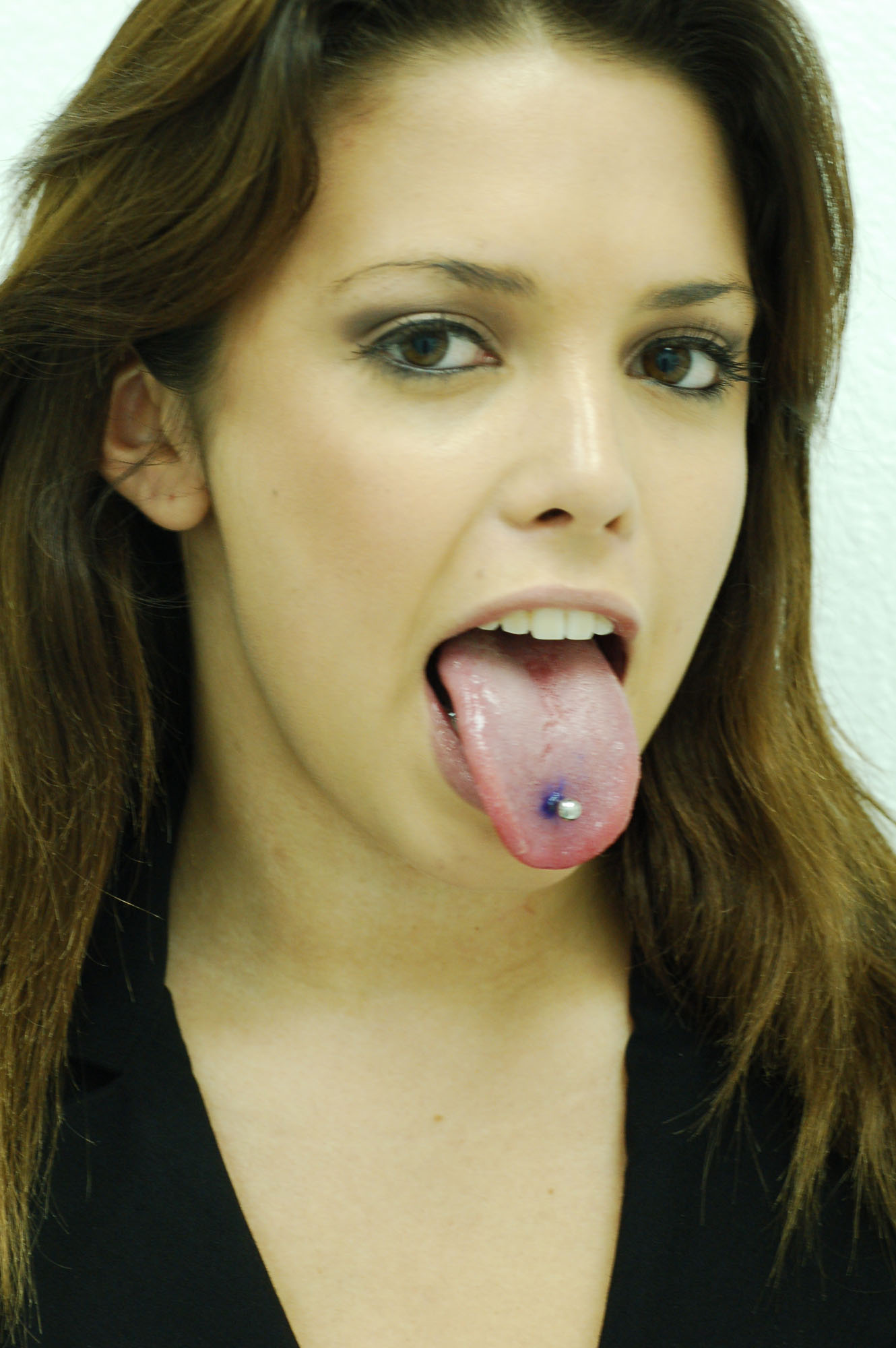
Piercing na língua
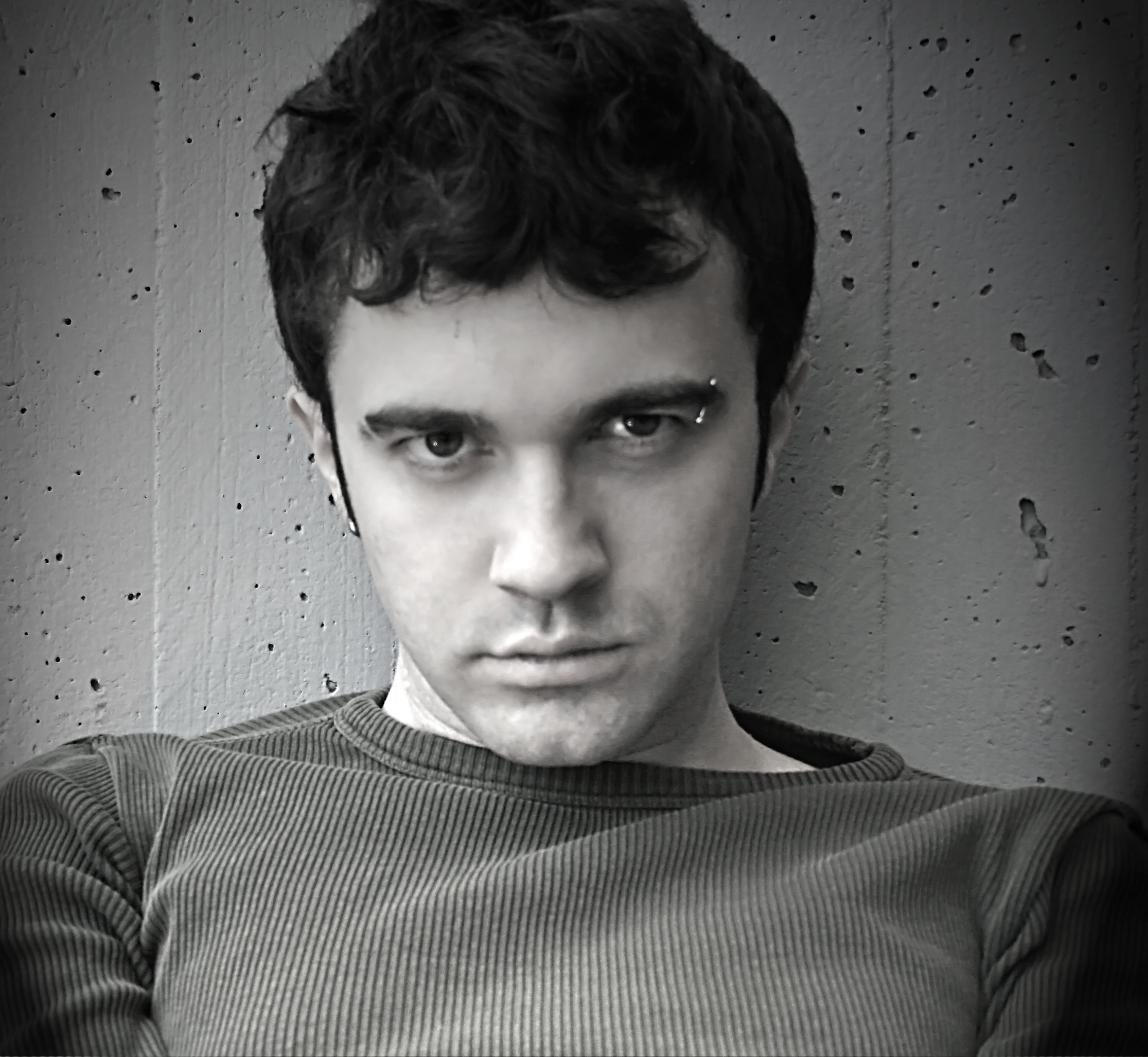
Piercing na sobrancelha (Supercílio)
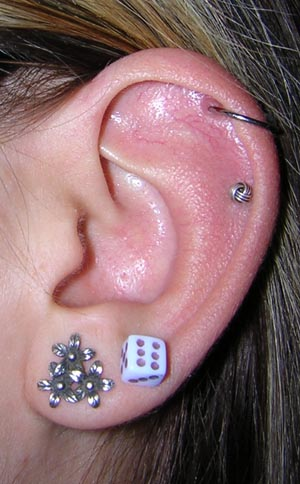
Piercing na orelha (Helix)
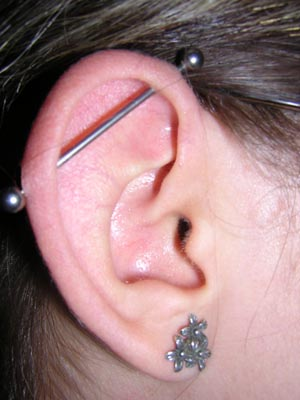
Piercing na orelha (Transversal/Industrial/Megabell)
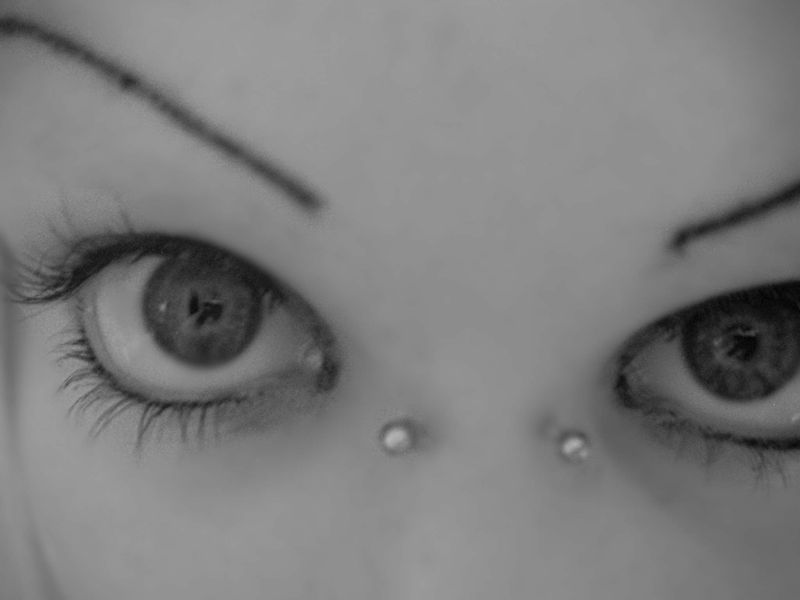
Piercing entre os olhos (Bridge)
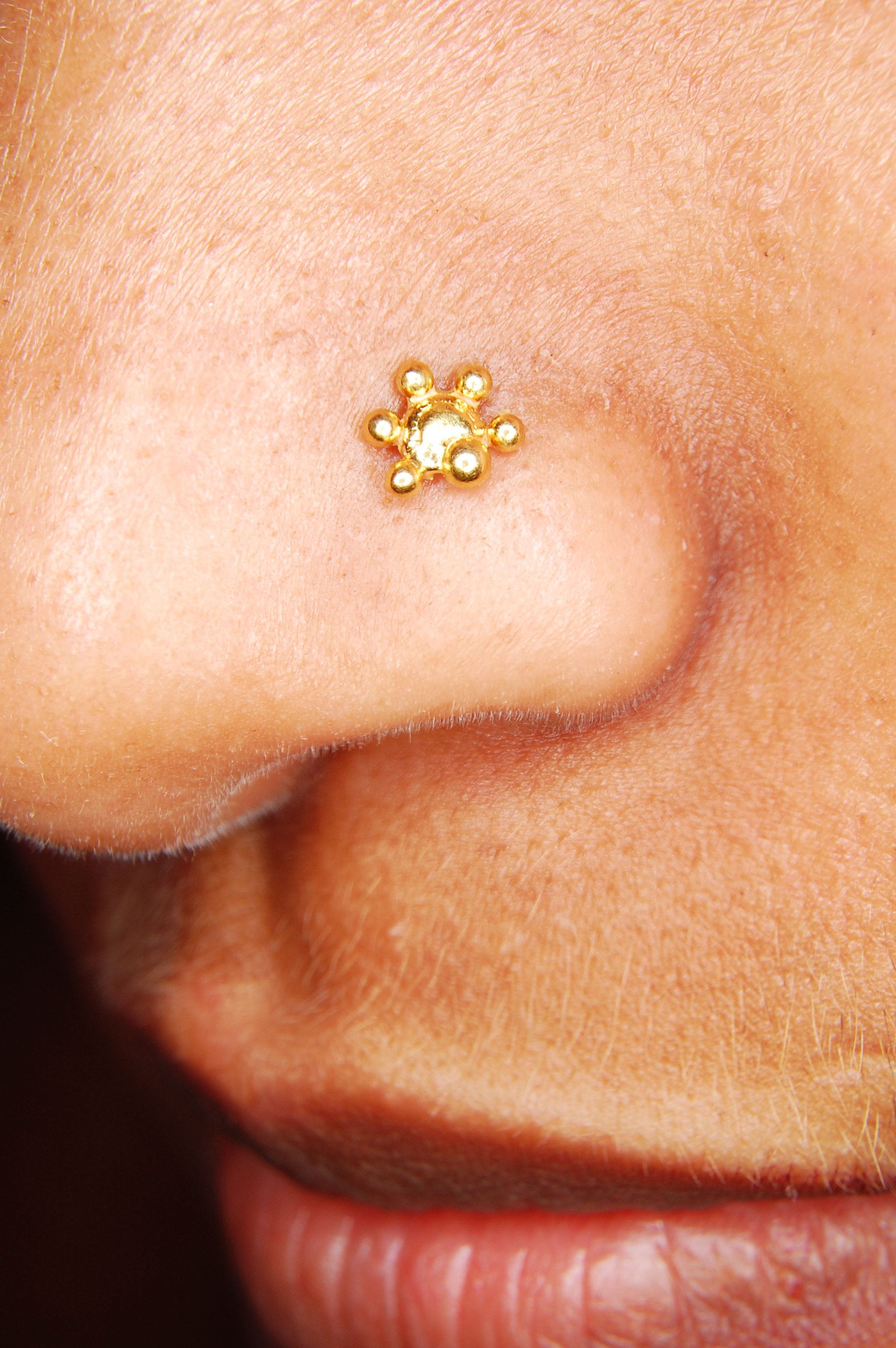
Piercing no nariz (Nostríl)
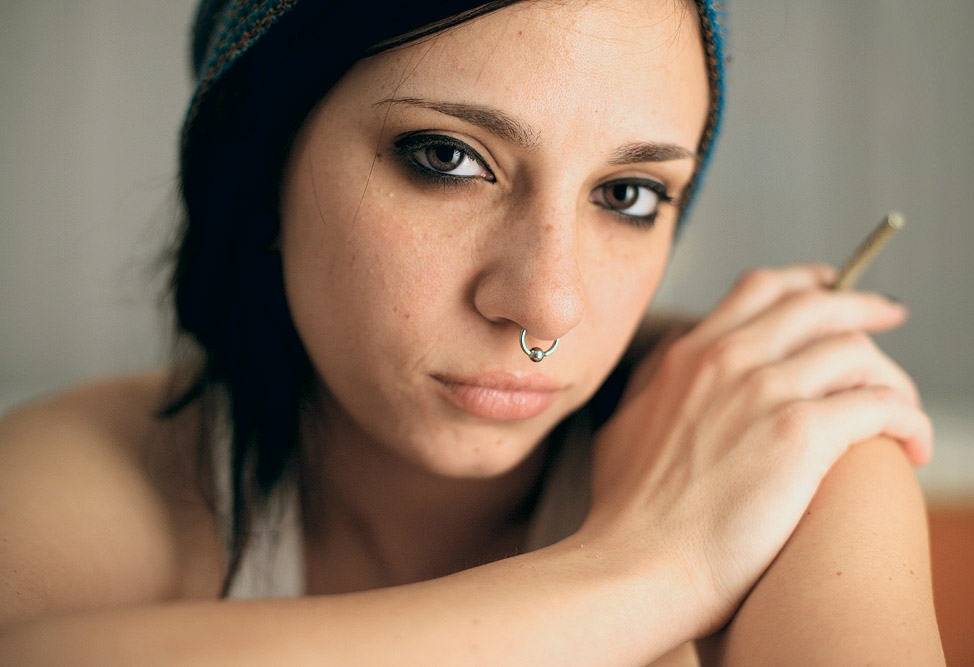
Piercing no Septo
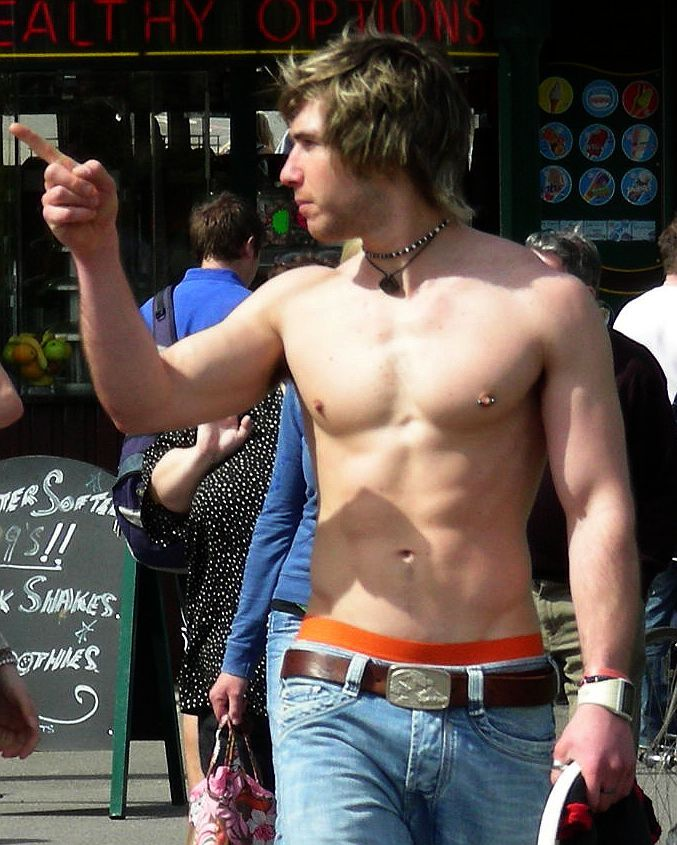
Piercing no mamilo, (Homem)
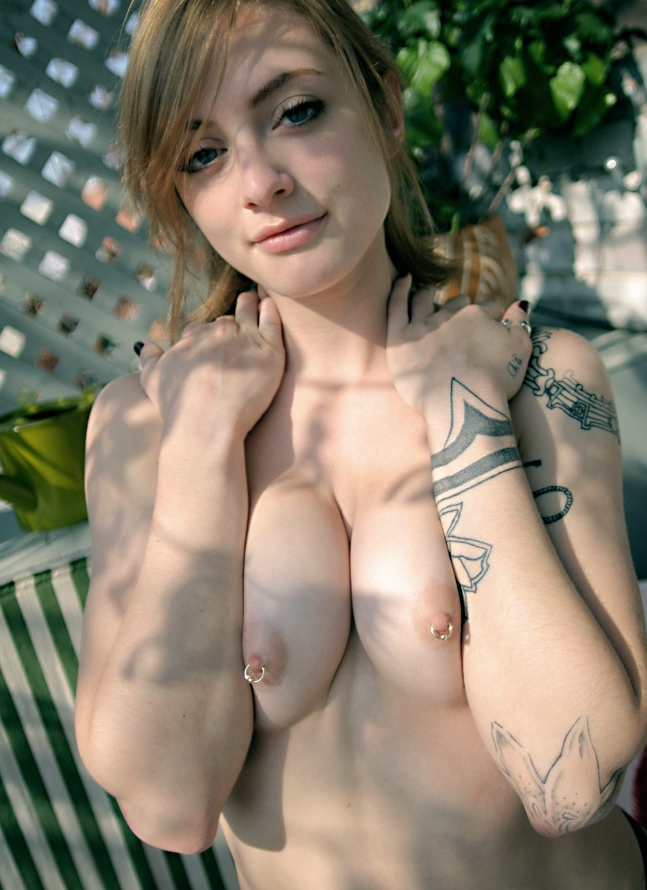
Piercing no mamilo, (Mulher)
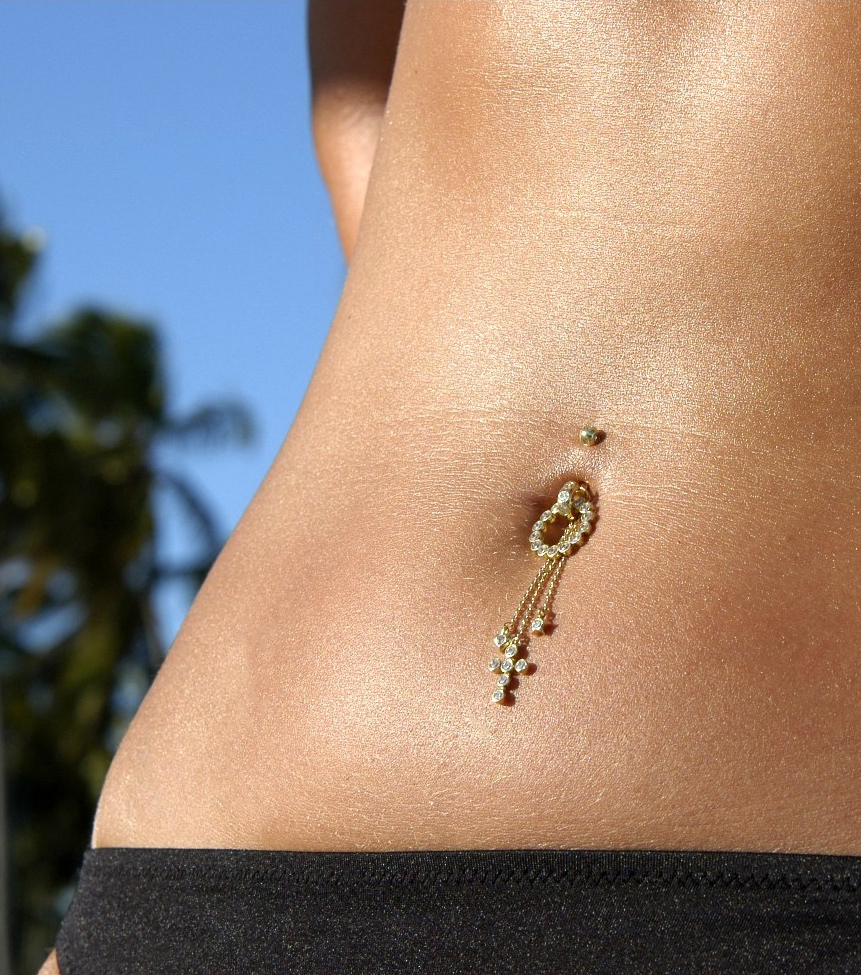
Piercing no umbigo
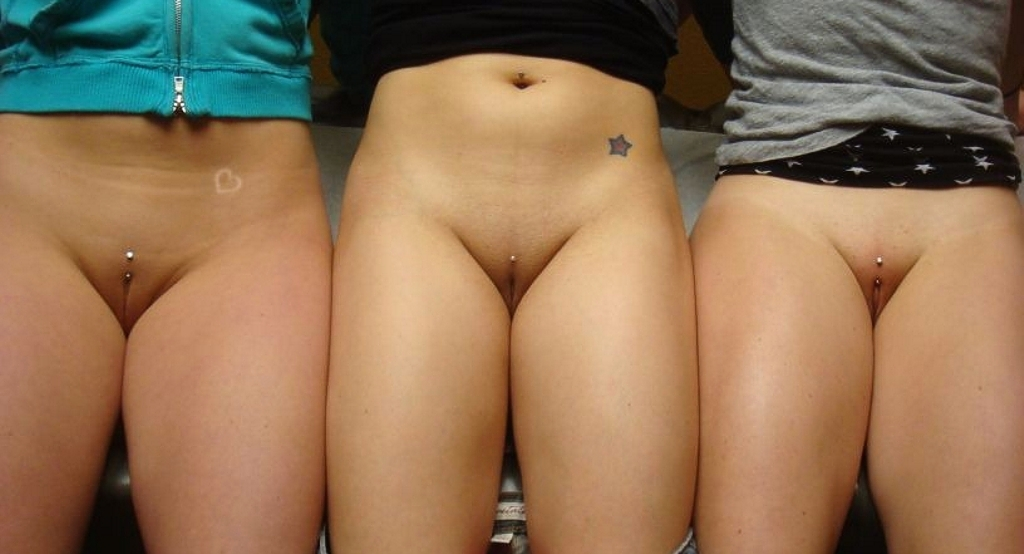
Piercing genital (Nefertiti/Christina)